# Dežela pozabe
Dežela pozabe (rusko: Предел забвения) je roman ruskega avtorja Sergeja Lebedjeva iz leta 2011. V slovenščino ga je leta 2022 prevedla Sara Špelec.

## Vsebina
Prvoosebni pripovedovalec govori o slepem Dedku Mraku (v izvirniku Drugi Dedek), nekdanjem vodji taborišča, in razkriva številne pretresljive in skrite dogodke iz časa Sovjetske zveze, ki se povezujejo z družinsko zgodbo pripovedovalca.